# 清武弘嗣
清武 弘嗣（きよたけ ひろし、1989年11月12日 - ）は、大分県大分市出身のプロサッカー選手。Jリーグ・大分トリニータ所属。ポジションはミッドフィールダー（攻撃的ミッドフィールダー）、フォワード。元日本代表。
プロサッカー選手でおこしやす京都ACに所属する清武功暉は実弟。セレッソ大阪の3代目8番。

## クラブ経歴

### 大分トリニータ
3兄弟の次男として生まれる。小学生時代は父親が監督を務める大分市立明治北小学校サッカークラブでプレーし、大分トリニータのU-15、U-18チームを経て2008年にトップチームに昇格。1年目からスーパーサブとして出場機会を得て、第20節清水エスパルス戦では、1-2の状況から同点ゴールを決め、これが自身のプロ初得点となった。2009年は、主力選手の怪我人続出もあってレギュラーに定着。チームが低迷する中、23試合に出場して3得点を挙げた。

### セレッソ大阪
2010年、大分のJ2降格、財政難に伴い高橋大輔、上本大海と共にセレッソ大阪に完全移籍。
シーズン序盤は相次ぐ怪我のため出場機会は少なかったが、W杯中断明けからは家長昭博、乾貴士とともに3シャドーを形成し、ドイツに移籍した香川真司の穴を埋める存在としてレギュラーに定着した。
この頃については、レヴィー・クルピ監督の下で「サッカーってこんなに自由なんだ」と衝撃を受け、サッカーの楽しさを教えてくれたという。
2012年、香川真司の移籍後欠番となっていたC大阪のエースナンバー背番号8を継承。5月16日、7月1日付けでドイツ・ブンデスリーガの1.FCニュルンベルクへの完全移籍が発表された。

### ニュルンベルク
ニュルンベルクでは開幕戦からスタメンに抜擢されると、9月15日のボルシアMG戦では1得点を挙げた他2アシストの成績を残した。この得点はニュルンベルク移籍後初の得点であった。シーズン通してレギュラーとして起用されリーグ4位となる10アシストを記録した。
2013-14シーズンもニュルンベルクのレギュラーとしてプレーしたが、チームは開幕から不振が続き2部降格となってしまった。3得点7アシストで終えた。

### ハノーファー
2014年7月25日、ハノーファー96への完全移籍が発表された。2014年10月25日、リーグ戦第9節のボルシア・ドルトムント戦で移籍後初得点となる直接FKをきめ、ブンデスリーガ公式のMOMに選出された。2015年3月7日には強豪バイエルン・ミュンヘンを相手に先制点を決め、累計4ゴール目となった。5月23日、チームの1部残留をかけた最終節SCフライブルク戦では先制点を決め、チームの1部残留を勝ち取った。
2015-16シーズンからハノーファーの背番号10を身につけることを発表された。6月11日、日本代表合宿にて右足中足骨を骨折していた事が発表され長期離脱。9月12日、第4節のボルシア・ドルトムント戦で怪我から復帰し、復帰後は3得点4アシストと好調をキープしていたが、11月の代表戦で再び負傷してしまった。2016年2月20日、第22節FCアウクスブルク戦で復帰を果たしたが、チームの調子は上がらず第31節のインゴルシュタット戦で引き分け、チームの2部降格が決定した。ホーム最終節となったホッフェンハイム戦では決勝ゴールを決め、チームの勝利に貢献。5得点6アシストを記録。

### セビージャ
ハノーファーが降格した事により、清武に複数のクラブから関心が寄せられたが、移籍金が800万ユーロ（約10億円）と設定されていたため移籍が困難とされた。しかし、ハノーファーが2億円の減額に応じたため、2016年6月10日にリーガ・エスパニョーラのセビージャFCへの完全移籍が発表された。背番号は「14」。2016年8月9日、デビュー戦となったUEFAスーパーカップのレアル・マドリード戦では先発出場し、延長戦の末120分間フル出場するも2-3で敗れた。8月20日、リーガ・エスパニョーラ開幕戦のRCDエスパニョール戦では4-1-3-2の右サイドハーフで先発し、1得点1アシストの活躍でデビュー戦を飾った。11月2日、UEFAチャンピオンズリーグ第4節のディナモ・ザグレブ戦で後半にガンソと変わってCL初出場を果たした。しかしシーズン通して出場することは出来ず、更にアルゼンチン人のワルテル・モントーヤの加入が濃厚となり、EU圏外選手枠の3名から押し出され戦力外通告を受けた。

### セレッソ大阪復帰
2017年1月28日、『マルカ』は清武の移籍先として古巣のセレッソ大阪の他にFC東京、ヴィッセル神戸、サガン鳥栖の名前が挙がっていると報じ、2月1日にC大阪が完全移籍での獲得を発表した。第3節北海道コンサドーレ札幌戦で初先発。第9節の川崎フロンターレ戦では移籍後初得点を決めた。
その後3年間に渡り怪我に悩まされた。ロシアワールドカップ落選後、『仕切り直し』と考えていた初戦で肉離れを起こし引退を考えた。小さい頃から『ケガする選手は計算できないし、使いづらい』と言われており、本当にそのような選手になってしまったと話している。しかし、父親や内田篤人の言葉を受けて現役続行を決めた。
2020年、怪我無くシーズンを戦い終えた。 ボールの位置によって選手全員がスライドするポジショナルプレーを志向したロティーナ監督の下では、個人突破が必要とされない戦術の中、勝負所で個人技を引き出す事に成功し、第12節ベガルタ仙台戦では、相手ディフェンダー陣の意表を突くノールックシュートでゴールを決めた。第16節横浜F・マリノス戦ではループ気味のミドルシュートを決めた。他にも、9月、11月の月間ベストゴールに選出されるなど鮮烈なゴールを決めた。攻撃の組み立てや、スルーパスで相手のファウルを誘うなど司令塔としても活躍した。キャリアハイの8ゴールを記録し、8ゴール8アシストの成績で終えた。12月31日、2023年シーズンまでの複数年契約を掴んだ。
2022年、小菊昭雄監督の下で、左サイドハーフではなくトップ下で起用された。リズムを作るだけでなく、第16節終了時点で、総アシスト数は2にすぎないが、ゴールにつながる決定的なパスも数多く、活躍した。しかし、6月第18節 清水エスパルス戦で相手と交錯した際に負傷し、左足リスフラン靭帯損傷で離脱した。これにより、狙っていた7月のE1選手権での代表復帰は叶わなかった。清武の離脱期間に、チームはフォーメーションを4-2-3-1から4-4-2に変更、ハイプレスを思考するサッカーに変更して勝ちを重ねていた、復帰後は、流れを変えることを期待された途中出場での起用に対応できず、2トップの一角やボランチで起用されたが、本人は「浮いていた」「自分がポンって入れられて、何か違う」と思っていた。シーズン最終のフレンドリーマッチ・ツエーゲン金沢戦ではボランチで先発起用、前半3分で先制点をアシスト、27分にはハーフウェイラインから相手ゴールキーパーを飛び越えるロングシュートで得点を決め、鋭い縦パスを通して起点になりつづける大車輪の活躍をみせた。
2023年から背番号を10から2010年のセレッソ入団時の背番号である13に変更。
左足リスフラン靭帯損傷の影響については「今でも痛い。疲労が溜まっていたり芝が硬かったら、次の日、寝起きから痛い」と述べており、開幕戦1週間前の2月11日に左ハムストリング筋を損傷した。完治期間は不明であり、4月においても復帰できるかわからないと本人は言う。怪我が癒えることは無く、自身最少となる公式戦わずか3試合の出場になった。
2024年4月17日のリーグカップのいわてグルージャ盛岡戦で久々に公式戦出場した。

### サガン鳥栖へ期限付き移籍
2024年7月7日、サガン鳥栖へ期限付き移籍することが発表された。
10試合に出場し1得点を記録するも、チームのJ1残留は叶わなかった。
12月19日、サガン鳥栖及び在籍元のセレッソ大阪との契約が満了し、退団することが発表された。

### 大分トリニータ復帰
2025年、完全移籍で16シーズンぶりに大分トリニータへ復帰。加入初年度からキャプテンに就任した。

## 代表経歴
2011年8月10日に札幌ドームで行われた韓国戦で前半36分に岡崎慎司に代わりA代表デビューを果たし、2アシストを挙げ、日本代表の勝利に貢献した。9月2日のW杯3次予選の北朝鮮戦では吉田麻也の決勝点をアシストした。また、U-22日本代表として出場したロンドンオリンピック・ アジア地区最終予選では、9月21日の対マレーシア戦（鳥栖スタジアム）で全得点に絡み、日本代表のオリンピック出場獲得に貢献した。この年、Jリーグベストイレブンにも選出された。
2012年8月に開催されたロンドンオリンピックではグループリーグ第2戦モロッコ戦で永井謙佑の決勝点をアシストした。全ての試合に出場するも、チームは4位に終わりメダルには届かなかった。
2012年11月14日、2014 FIFAワールドカップ・アジア4次予選・オマーン戦で代表初得点を決めた。
2014年5月12日にW杯ブラジル大会の日本代表メンバーに選出された。出場機会は第3戦コロンビア戦のみで、後半終了間際の8分のみであった。12月、AFCアジアカップ2015に臨む日本代表にワールドカップ以来の復帰。大会を通して先発出場する事はなく、チームは準々決勝で敗れた。
2018 FIFAワールドカップ予選では、香川真司に代わってトップ下で先発出場する試合も増えており、最終予選第5戦のサウジアラビア戦では先制ゴールを決めるなどと活躍した。しかしその後は所属先のセビージャで出場出来ていないことなどもあって、第7戦イラク戦のメンバーから落選すると、以降は代表に選出されず本大会のメンバーからも外れた。

## 人物
- 2024年、強度といったフィジカルや肉弾戦が重要視される近年のサッカーについては「Jリーグでも似たようなチームが増えてきましたよね。個性的なチームが少なくなっているというのは、個人的には感じています。もちろん、世界的に見ても強度が高くて、縦に速いサッカーっていうのが主流になってきているなかで、そこに対応しなければいけないっていうのはあります。だけど、ちょっと前のサッカーのように、意図を持ってボールをつなぎながら、アイデアやテクニックを駆使して相手を攻略していくというサッカーのほうが楽しかったなとは思います」と話した[41]。
- 長所は、サッカーセンスに溢れており、ゲームメイク力、多彩に蹴り分ける高精度のパスを持つ[42]。また運動量の多い選手である
- 短所は怪我が非常に多い。また、先発出場でこそ長所が発揮され、点を取りに行く状況での途中出場は長所が発揮されない。2024年6月に、本人曰く「点を取りに行かないといけない状況で同じリズムでプレーしていても中々相手は崩れない。どこかで意外性のある縦パスを入れることを意識しています。ただ、本当に自分のパスが効果的なのかなと。途中からフレッシュな僕が入って、受け手の選手がつかれている中、そういうパスを入れるのは、通れば大きなチャンスになりますが、ある意味リスキーでもあります。最近の悩みです」と話した[43]。

## 所属クラブ
- 明治北SSC
- 2002年 - 2003年 カティオーラFC
- 2004年 大分トリニータU-15（大分市立原川中学校）
- 2005年 - 2007年 大分トリニータU-18 (大分東明高等学校)
- 2008年 - 2009年 大分トリニータ
- 2010年 - 2012年6月 セレッソ大阪
- 2012年7月 - 2014年 1.FCニュルンベルク
- 2014年 -  2016年 ハノーファー96
- 2016年 - 2017年 セビージャFC
- 2017年 - 2024年 セレッソ大阪
  - 2024年7月 - 同年12月 サガン鳥栖 (期限付き移籍)
- 2025年 - 大分トリニータ

## 個人成績
| 国内大会個人成績 | 国内大会個人成績 | 国内大会個人成績 | 国内大会個人成績 | 国内大会個人成績             | 国内大会個人成績 | 国内大会個人成績 | 国内大会個人成績 | 国内大会個人成績 | 国内大会個人成績 | 国内大会個人成績 | 国内大会個人成績 |
| 年度             | クラブ           | 背番号           | リーグ           | リーグ戦                     | リーグ戦         | リーグ杯         | リーグ杯         | オープン杯       | オープン杯       | 期間通算         | 期間通算         |
| 年度             | クラブ           | 背番号           | リーグ           | 出場                         | 得点             | 出場             | 得点             | 出場             | 得点             | 出場             | 得点             |
| 日本             | 日本             | 日本             | 日本             | リーグ戦                     | リーグ戦         | リーグ杯         | リーグ杯         | 天皇杯           | 天皇杯           | 期間通算         | 期間通算         |
| ---------------- | ---------------- | ---------------- | ---------------- | ---------------------------- | ---------------- | ---------------- | ---------------- | ---------------- | ---------------- | ---------------- | ---------------- |
| 2008             | 大分             | 28               | J1               | 8                            | 1                | 3                | 0                | 1                | 0                | 12               | 1                |
| 2009             | 大分             | 28               | J1               | 23                           | 3                | 6                | 1                | 2                | 0                | 31               | 4                |
| 2010             | C大阪            | 13               | J1               | 25                           | 4                | 1                | 0                | 3                | 0                | 29               | 4                |
| 2011             | C大阪            | 13               | J1               | 25                           | 7                | 0                | 0                | 3                | 1                | 28               | 8                |
| 2012             | C大阪            | 8                | J1               | 16                           | 2                | 3                | 1                | -                | -                | 19               | 3                |
| ドイツ           | ドイツ           | ドイツ           | ドイツ           | リーグ戦                     | リーグ戦         | リーグ杯         | リーグ杯         | DFBポカール      | DFBポカール      | 期間通算         | 期間通算         |
| 2012-13          | ニュルンベルク   | 13               | ブンデス1部      | 31                           | 4                | -                | -                | 1                | 0                | 32               | 4                |
| 2013-14          | ニュルンベルク   | 13               | ブンデス1部      | 33                           | 3                | -                | -                | 1                | 0                | 34               | 3                |
| 2014-15          | ハノーファー     | 28               | ブンデス1部      | 32                           | 5                | -                | -                | 1                | 0                | 33               | 5                |
| 2015-16          | ハノーファー     | 10               | ブンデス1部      | 21                           | 5                | -                | -                | 1                | 0                | 22               | 5                |
| スペイン         | スペイン         | スペイン         | スペイン         | リーグ戦                     | リーグ戦         | 国王杯           | 国王杯           | オープン杯       | オープン杯       | 期間通算         | 期間通算         |
| 2016-17          | セビージャ       | 14               | プリメーラ       | 4                            | 1                | 3                | 0                | -                | -                | 7                | 1                |
| 日本             | 日本             | 日本             | 日本             | リーグ戦                     | リーグ戦         | リーグ杯         | リーグ杯         | 天皇杯           | 天皇杯           | 期間通算         | 期間通算         |
| 2017             | C大阪            | 46               | J1               | 18                           | 6                | 4                | 0                | 4                | 0                | 24               | 6                |
| 2018             | C大阪            | 10               | J1               | 20                           | 4                | 2                | 0                | 1                | 1                | 23               | 5                |
| 2019             | C大阪            | 10               | J1               | 27                           | 1                | 1                | 0                | 0                | 0                | 27               | 1                |
| 2020             | C大阪            | 10               | J1               | 33                           | 8                | 4                | 1                | -                | -                | 37               | 9                |
| 2021             | C大阪            | 10               | J1               | 32                           | 2                | 2                | 0                | 5                | 2                | 39               | 4                |
| 2022             | C大阪            | 10               | J1               | 24                           | 2                | 9                | 1                | 1                | 0                | 34               | 3                |
| 2023             | C大阪            | 13               | J1               | 2                            | 0                | 0                | 0                | 1                | 0                | 3                | 0                |
| 2024             | C大阪            | 13               | J1               | 6                            | 0                | 4                | 0                | 1                | 0                | 11               | 0                |
| 2024             | 鳥栖             | 55               | J1               | 10                           | 1                | 0                | 0                | 0                | 0                | 10               | 1                |
| 2025             | 大分             | 28               | J2               |                              |                  |                  |                  |                  |                  |                  |                  |
| 通算             | 日本             | 日本             | J1               | 269                          | 41               | 39               | 4                | 23               | 4                | 330              | 49               |
| 通算             | 日本             | 日本             | J2               | \|\|\|\|\|\|\|\|\|\|\|\|\|\| |                  |                  |                  |                  |                  |                  |                  |
| 通算             | ドイツ           | ドイツ           | ブンデス1部      | 117                          | 17               | -                | -                | 4                | 0                | 121              | 17               |
| 通算             | スペイン         | スペイン         | プリメーラ       | 4                            | 1                | 3                | 0                | -                | -                | 7                | 1                |
| 総通算           | 総通算           | 総通算           | 総通算           | 390                          | 59               | 42               | 4                | 26               | 4                | 458              | 67               |

その他の公式戦
- 2018年
  - FUJI XEROX SUPER CUP 1試合1得点

| 国際大会個人成績 | 国際大会個人成績 | 国際大会個人成績 | 国際大会個人成績 | 国際大会個人成績 |
| 年度             | クラブ           | 背番号           | 出場             | 得点             |
| AFC              | AFC              | AFC              | ACL              | ACL              |
| ---------------- | ---------------- | ---------------- | ---------------- | ---------------- |
| 2011             | C大阪            | 13               | 9                | 4                |
| UEFA             | UEFA             | UEFA             | UEFA CL          | UEFA CL          |
| 2016-17          | セビージャ       | 14               | 2                | 0                |
| AFC              | AFC              | AFC              | ACL              | ACL              |
| 2018             | C大阪            | 10               | 1                | 0                |
| 2021             | C大阪            | 10               | 5                | 0                |
| 通算             | AFC              | AFC              | 15               | 4                |
| 通算             | UEFA             | UEFA             | 2                | 0                |

出場歴
- Jリーグ初出場・初得点 - 2008年8月9日 J1第20節 清水エスパルス戦 (九州石油ドーム)

その他の国際公式戦
- 2009年
  - パンパシフィックチャンピオンシップ 1試合0得点
- 2016年
  - UEFAスーパーカップ 1試合0得点
  - スーペルコパ・デ・エスパーニャ 1試合0得点

## 代表歴

### 出場大会
- U-20日本代表
- U-22日本代表
  - 2011年 - ロンドンオリンピック・アジア2次予選
  - 2011年 - ロンドンオリンピック・アジア最終予選
- U-23日本代表
  - 2012年 - ロンドンオリンピック
- 日本代表
  - 2012年 - 2014 FIFAワールドカップ・アジア4次予選
  - 2013年 - FIFAコンフェデレーションズカップ2013
  - 2014年 - 2014 FIFAワールドカップ
  - 2015年 - AFCアジアカップ2015、2018 FIFAワールドカップ・アジア2次予選
  - 2016年 - キリンカップサッカー2016、2018 FIFAワールドカップ・アジア3次予選
  - 2017年 - EAFF E-1フットボールチャンピオンシップ2017 （怪我のため離脱）

### 試合数
- 国際Aマッチ 43試合 5得点 (2011年 - 2017年)[2]

| 日本代表 | 国際Aマッチ | 国際Aマッチ |
| 年       | 出場        | 得点        |
| -------- | ----------- | ----------- |
| 2011     | 5           | 0           |
| 2012     | 7           | 1           |
| 2013     | 11          | 0           |
| 2014     | 3           | 0           |
| 2015     | 7           | 0           |
| 2016     | 9           | 4           |
| 2017     | 1           | 0           |
| 通算     | 43          | 5           |

### 出場
| No. | 開催日         | 開催都市       | スタジアム                                   | 対戦国                   | 結果 | 監督                       | 大会                                                            |
| --- | -------------- | -------------- | -------------------------------------------- | ------------------------ | ---- | -------------------------- | --------------------------------------------------------------- |
| 1.  | 2011年8月10日  | 札幌           | 札幌ドーム                                   | 韓国                     | ○3-0 | アルベルト・ザッケローニ   | キリンチャレンジカップ2011                                      |
| 2.  | 2011年9月2日   | さいたま       | 埼玉スタジアム2002                           | 朝鮮民主主義人民共和国   | ○1-0 | アルベルト・ザッケローニ   | 2014 FIFAワールドカップ・アジア3次予選                          |
| 3.  | 2011年9月6日   | タシュケント   | パフタコール・マルカジイ・スタジアム         | ウズベキスタン           | △1-1 | アルベルト・ザッケローニ   | 2014 FIFAワールドカップ・アジア3次予選                          |
| 4.  | 2011年11月11日 | ドゥシャンベ   | ドゥシャンベ・セントラル・スタジアム         | タジキスタン             | ○4-0 | アルベルト・ザッケローニ   | 2014 FIFAワールドカップ・アジア3次予選                          |
| 5.  | 2011年11月15日 | 平壌           | 金日成競技場                                 | 朝鮮民主主義人民共和国   | ●0-1 | アルベルト・ザッケローニ   | 2014 FIFAワールドカップ・アジア3次予選                          |
| 6.  | 2012年6月3日   | さいたま       | 埼玉スタジアム2002                           | オマーン                 | ○3-0 | アルベルト・ザッケローニ   | 2014 FIFAワールドカップ・アジア最終予選                         |
| 7.  | 2012年6月12日  | ブリスベン     | ブリスベン・スタジアム                       | オーストラリア           | △1-1 | アルベルト・ザッケローニ   | 2014 FIFAワールドカップ・アジア最終予選                         |
| 8.  | 2012年9月6日   | 新潟           | 東北電力ビッグスワンスタジアム               | アラブ首長国連邦         | ○1-0 | アルベルト・ザッケローニ   | キリンチャレンジカップ2012                                      |
| 9.  | 2012年9月11日  | さいたま       | 埼玉スタジアム2002                           | イラク                   | ○1-0 | アルベルト・ザッケローニ   | 2014 FIFAワールドカップ・アジア最終予選                         |
| 10. | 2012年10月12日 | サン＝ドニ     | スタッド・ド・フランス                       | フランス                 | ○1-0 | アルベルト・ザッケローニ   | 国際親善試合                                                    |
| 11. | 2012年10月16日 | ヴロツワフ     | ヴロツワフ市立競技場                         | ブラジル                 | ●0-4 | アルベルト・ザッケローニ   | 国際親善試合                                                    |
| 12. | 2012年11月14日 | オマーン       | スルタン・カーブース・スポーツコンプレックス | オマーン                 | ○2-1 | アルベルト・ザッケローニ   | 2014 FIFAワールドカップ・アジア最終予選                         |
| 13. | 2013年2月6日   | 神戸           | ホームズスタジアム神戸                       | ラトビア                 | ○3-0 | アルベルト・ザッケローニ   | キリンチャレンジカップ2013                                      |
| 14. | 2013年3月26日  | ブライダ       | キング・アブドゥッラー・スタジアム           | ヨルダン                 | ●1-2 | アルベルト・ザッケローニ   | 2014 FIFAワールドカップ・アジア最終予選                         |
| 15. | 2013年5月30日  | 豊田           | 豊田スタジアム                               | ブルガリア               | ●0-2 | アルベルト・ザッケローニ   | キリンチャレンジカップ2013                                      |
| 16. | 2013年6月4日   | さいたま       | 埼玉スタジアム2002                           | オーストラリア           | △1-1 | アルベルト・ザッケローニ   | 2014 FIFAワールドカップ・アジア最終予選                         |
| 17. | 2013年6月11日  | ドーハ         | グランド・ハマド・スタジアム                 | イラク                   | ○1-0 | アルベルト・ザッケローニ   | 2014 FIFAワールドカップ・アジア最終予選                         |
| 18. | 2013年6月15日  | ブラジリア     | エスタジオ・ナシオナル・デ・ブラジリア       | ブラジル                 | ●0-3 | アルベルト・ザッケローニ   | FIFAコンフェデレーションズカップ2013                            |
| 19. | 2013年9月6日   | 大阪           | 長居陸上競技場                               | グアテマラ               | ○3-0 | アルベルト・ザッケローニ   | キリンチャレンジカップ2013                                      |
| 20. | 2013年9月10日  | 横浜           | 横浜国際総合競技場                           | ガーナ                   | ○3-1 | アルベルト・ザッケローニ   | キリンチャレンジカップ2013                                      |
| 21. | 2013年10月11日 | ノヴィ・サド   | スタディオン・カラジョルジェ                 | セルビア                 | ●0-2 | アルベルト・ザッケローニ   | 国際親善試合                                                    |
| 22. | 2013年11月16日 | ヘンク         | クリスタル・アレナ                           | オランダ                 | △2-2 | アルベルト・ザッケローニ   | 国際親善試合                                                    |
| 23. | 2013年11月19日 | ブリュッセル   | ボードワン国王スタジアム                     | ベルギー                 | ○3-2 | アルベルト・ザッケローニ   | 国際親善試合                                                    |
| 24. | 2014年3月5日   | 新宿           | 国立霞ヶ丘競技場陸上競技場                   | ニュージーランド         | ○4-2 | アルベルト・ザッケローニ   | キリンチャレンジカップ2014                                      |
| 25. | 2014年5月27日  | さいたま       | 埼玉スタジアム2002                           | キプロス                 | ○1-0 | アルベルト・ザッケローニ   | キリンチャレンジカップ2014                                      |
| 26. | 2014年6月24日  | クイアバ       | パンタナルアリーナ                           | コロンビア               | ●1-4 | アルベルト・ザッケローニ   | 2014 FIFAワールドカップ                                         |
| 27. | 2015年1月12日  | ニューカッスル | ニューカッスル国際スポーツセンター           | パレスチナ               | ○4-0 | ハビエル・アギーレ         | AFCアジアカップ2015                                             |
| 28. | 2015年1月16日  | ブリスベン     | ブリスベン・スタジアム                       | イラク                   | ○1-0 | ハビエル・アギーレ         | AFCアジアカップ2015                                             |
| 29. | 2015年1月20日  | メルボルン     | メルボルン・レクタンギュラー・スタジアム     | ヨルダン                 | ○2-0 | ハビエル・アギーレ         | AFCアジアカップ2015                                             |
| 30. | 2015年3月27日  | 大分           | 大分スポーツ公園総合競技場                   | チュニジア               | ○2-0 | ヴァイッド・ハリルホジッチ | キリンチャレンジカップ2015                                      |
| 31. | 2015年10月8日  | マスカット     | シーブ・スタジアム                           | シリア                   | ○3-0 | ヴァイッド・ハリルホジッチ | 2018 FIFAワールドカップ・アジア2次予選兼 AFCアジアカップUAE予選 |
| 32. | 2015年10月13日 | テヘラン       | アザディ・スタジアム                         | イラン                   | △1-1 | ヴァイッド・ハリルホジッチ | 国際親善試合                                                    |
| 33. | 2015年11月12日 | カラン         | シンガポール国立競技場                       | シンガポール             | ○3-0 | ヴァイッド・ハリルホジッチ | 2018 FIFAワールドカップ・アジア2次予選兼 AFCアジアカップUAE予選 |
| 34. | 2016年3月24日  | さいたま       | 埼玉スタジアム2002                           | アフガニスタン           | ○5-0 | ヴァイッド・ハリルホジッチ | 2018 FIFAワールドカップ・アジア2次予選兼 AFCアジアカップUAE予選 |
| 35. | 2016年3月29日  | さいたま       | 埼玉スタジアム2002                           | シリア                   | ○5-0 | ヴァイッド・ハリルホジッチ | 2018 FIFAワールドカップ・アジア2次予選兼 AFCアジアカップUAE予選 |
| 36. | 2016年6月3日   | 豊田           | 豊田スタジアム                               | ブルガリア               | ○7-2 | ヴァイッド・ハリルホジッチ | キリンカップサッカー2016                                        |
| 37. | 2016年6月7日   | 吹田           | 市立吹田サッカースタジアム                   | ボスニア・ヘルツェゴビナ | ●1-2 | ヴァイッド・ハリルホジッチ | キリンカップサッカー2016                                        |
| 38. | 2016年9月1日   | さいたま       | 埼玉スタジアム2002                           | アラブ首長国連邦         | ●1-2 | ヴァイッド・ハリルホジッチ | 2018 FIFAワールドカップ・アジア最終予選                         |
| 39. | 2016年10月6日  | さいたま       | 埼玉スタジアム2002                           | イラク                   | ○2-1 | ヴァイッド・ハリルホジッチ | 2018 FIFAワールドカップ・アジア最終予選                         |
| 40. | 2016年10月11日 | メルボルン     | ドックランズ・スタジアム                     | オーストラリア           | △1-1 | ヴァイッド・ハリルホジッチ | 2018 FIFAワールドカップ・アジア最終予選                         |
| 41. | 2016年11月11日 | 鹿嶋           | 茨城県立カシマサッカースタジアム             | オマーン                 | ○4-0 | ヴァイッド・ハリルホジッチ | キリンチャレンジカップ2016                                      |
| 42. | 2016年11月15日 | さいたま       | 埼玉スタジアム2002                           | サウジアラビア           | ○2-1 | ヴァイッド・ハリルホジッチ | 2018 FIFAワールドカップ・アジア最終予選                         |
| 43. | 2017年3月28日  | さいたま       | 埼玉スタジアム2002                           | タイ                     | ○4-0 | ヴァイッド・ハリルホジッチ | 2018 FIFAワールドカップ・アジア最終予選                         |

### 得点
| #  | 開催年月日     | 開催地     | 対戦国                   | 勝敗 | 試合概要                               |
| -- | -------------- | ---------- | ------------------------ | ---- | -------------------------------------- |
| 1. | 2012年11月14日 | マスカット | オマーン                 | ○2-1 | 2014 FIFAワールドカップ・アジア4次予選 |
| 2. | 2016年3月24日  | さいたま   | アフガニスタン           | ○5-0 | 2018 FIFAワールドカップ・アジア2次予選 |
| 3. | 2016年6月7日   | 吹田       | ボスニア・ヘルツェゴビナ | ●1-2 | キリンカップサッカー2016               |
| 4. | 2016年11月11日 | 鹿嶋       | オマーン                 | ○4-0 | キリンチャレンジカップ2016             |
| 5. | 2016年11月15日 | さいたま   | サウジアラビア           | ○2-1 | 2018 FIFAワールドカップ・アジア3次予選 |

## タイトル

### クラブ
大分トリニータ
- Jリーグカップ：1回 (2008年)

セレッソ大阪
- Jリーグカップ：1回（2017年）
- 天皇杯 JFA 全日本サッカー選手権大会：1回（2017年）
- FUJI XEROX SUPER CUP：1回（2018年）

### 個人
- Jリーグベストイレブン：1回 (2011年)
- Jリーグ・優秀選手賞：2回（2011年、2020年）

## その他特記事項

### 著書
- 『明日への足音』小学館、2014年。ISBN 978-4093883610。
- 『だから僕は、前に進める。』ワニブックス、2014年。ISBN 978-4847092282。

### 学業について
2003年から開設している早稲田大学人間科学部eスクール（通信教育課程）の2008年度募集分にて、同学部健康福祉科学科にスポーツ分野特別推薦枠で出願し、合格している。